# Erucastrum ifniense
Erucastrum ifniense är en korsblommig växtart som beskrevs av Gomez-campo. Erucastrum ifniense ingår i släktet kålsenaper, och familjen korsblommiga växter. Inga underarter finns listade i Catalogue of Life.